# Francesco Furini

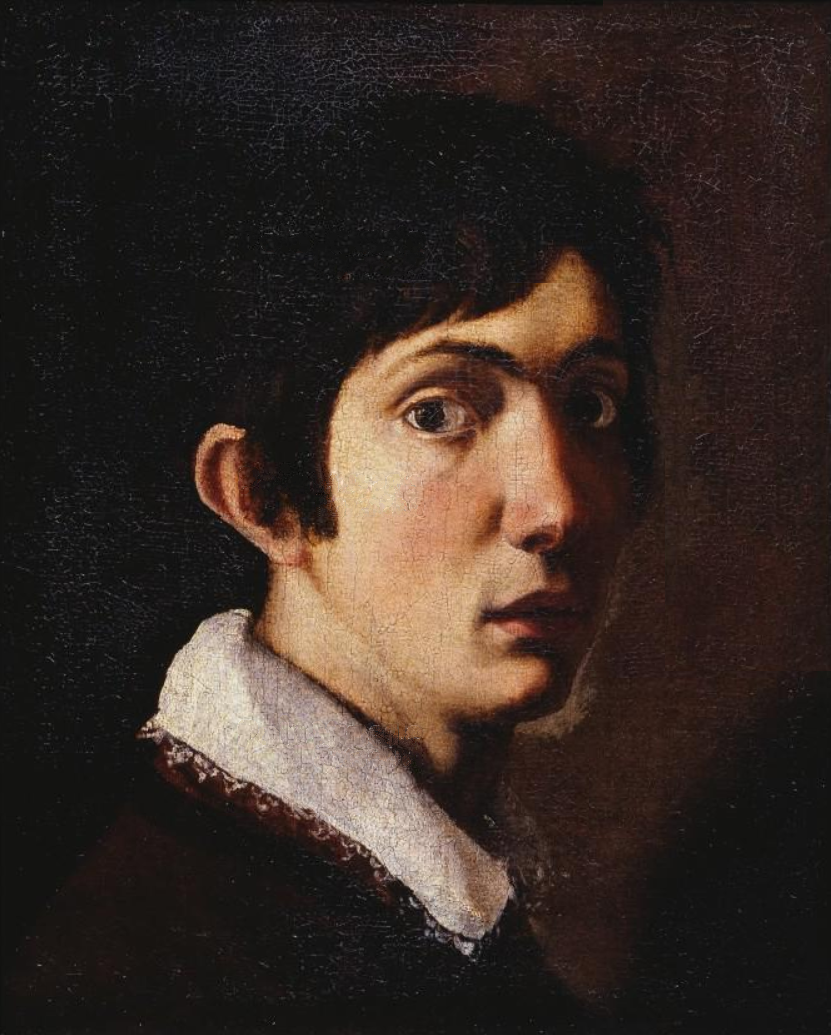
Selbstbildnis, um 1618–1620, Uffizien

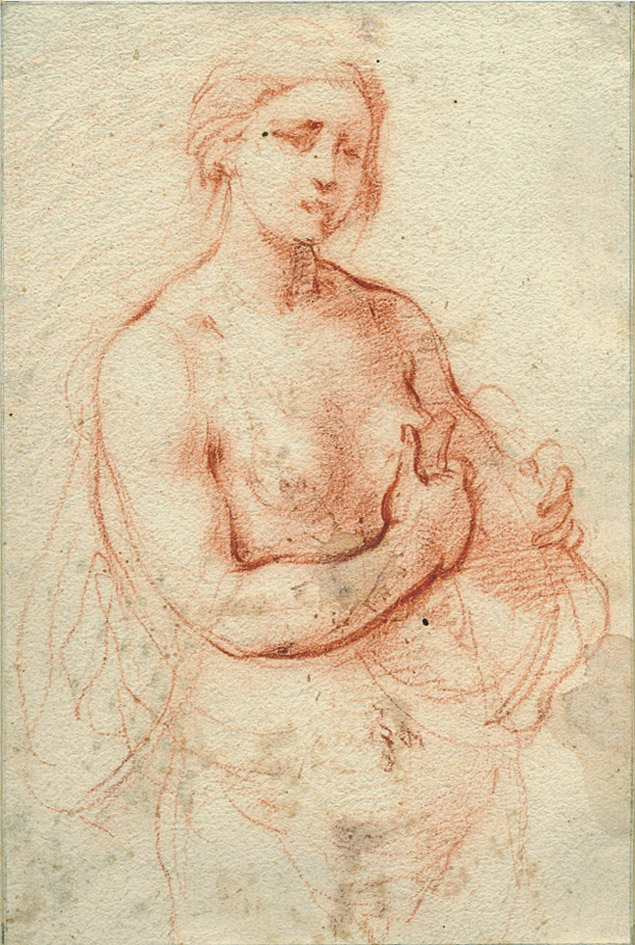
Francesco Furini, Studie einer Frau, rote Kreide auf weißem Papier, um 1640, Privatsammlung

Francesco Furini (* um 1600 (oder 1603); † 19. August 1646) war ein italienischer Barockmaler aus Florenz.

## Leben
Furini lernte zuerst bei Matteo Rosselli, bei dem auch Lorenzo Lippi und Baldassare Franceschini (1611–1689) ausgebildet wurden. Allerdings soll er auch von Domenico Passignano und Giovanni Biliverti (Cantelli 1972) beeinflusst worden sein. Er war mit Giovanni da San Giovanni befreundet.
1619 reiste Furini nach Rom und nahm dort Anregungen von Caravaggio und seinen Schülern auf. Unter Furinis Schülern waren Simone Pignoni (1611–98) und Giovanni Battista Galestruzzi. Mit 40 wurde er Priester für die Gemeinde von Sant’Ansano in Mugello.
Furinis Werk konfrontierte den florentiner Manierismus mit dem damals neuen barocken Stil. Er gestaltete biblische und mythologische Themen, häufig in der von Leonardo da Vinci entwickelten Sfumato-Technik, durch die in der Ölmalerei Landschaften in einen nebligen Dunst gehüllt und weichgezeichnet werden. In den 1630er Jahren, als er Priester wurde, entwickelte sich sein Stil parallel zu dem von Guido Reni.
Sydney J. Freedberg beschreibt Furinis Stil als erfüllt von „morbider Sinnlichkeit“. Seine häufige Darstellung von entkleideten Frauen steht im Kontrast zu seiner übermäßigen religiösen Sentimentalität. Auch widersprechen seine glatte Stilisierung und die Posen der Abgebildeten dem Ziel, hoch emotionale Zustände zum Ausdruck zu bringen.
Eines seiner Meisterwerke, allerdings nicht repräsentativ für den sonstigen Stil seiner Bilder, ist das von ihm ausgeführte Fresko im Palazzo Pitti, wo Furini im Auftrag von Ferdinando II. de’ Medici, zwischen 1639 und 1642 zwei große Lünetten mit einer Darstellung der Villa Medici in Careggi und der Allegorie des Todes von Lorenzo il Magnifico gestaltete. Die Fresken können als Reaktion auf Werke von Pietro da Cortona verstanden werden, die bei der Arbeit in dem Palazzo in diesen Jahren (Cantelli 1972) zu sehen waren.
In Robert Brownings Gedichtzyklus Gespräche mit bedeutenden Personen in ihrer Zeit („Parleyings with certain people of importance in their day“) formuliert der Dichter eine Erklärung von Furini, die die Behauptung von Filippo Baldinucci widerlegen soll, dass der Maler auf seinem Sterbebett angeordnet habe, dass alle seine Aktbilder zerstört werden sollten. Für Browning ist Furinis Entblößung seiner Modelle ein Sinnbild für eine mutige Suche nach der verborgenen Wahrheit. Die moderne Forschung hat gezeigt, dass Furini seine sinnlichen Themen beim Eintritt ins Priestertum nicht aufgab.
Furini wurde im frühen 20. Jahrhundert von Arturo Stanghellini wiederentdeckt. Seine spärlich dokumentierte Karriere ist 1950 von Elena Toesca skizziert worden und initiierte eine Ausstellung seiner Zeichnungen in den Uffizien im Jahre 1972.

## Werkverzeichnis

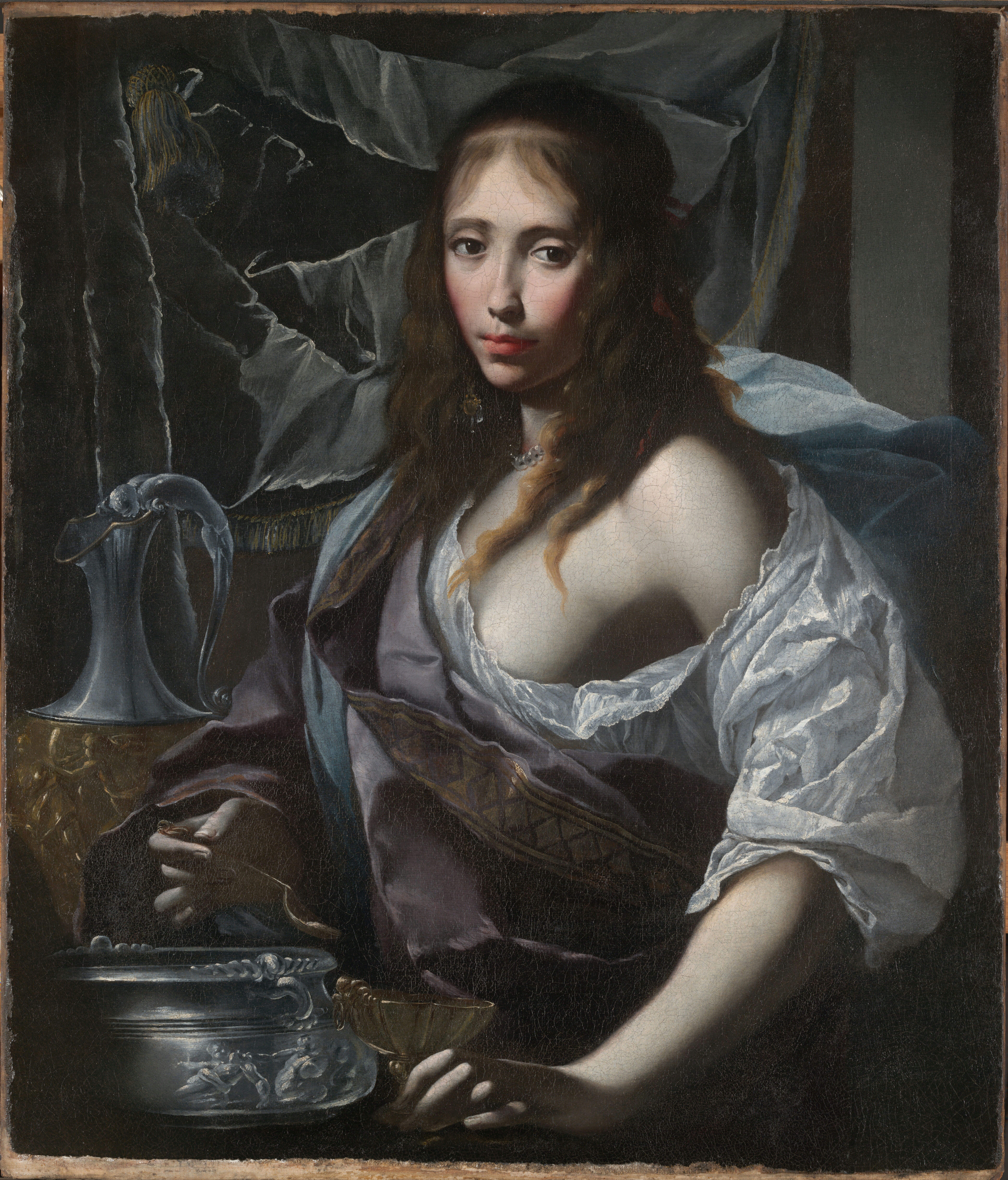
Artemisia trinkt die Asche ihres Ehemannes (um 1630, Furini zugeschrieben)

- Cephalus and Aurora (vor 1626, Museo de Arte, Ponce)[4]
- Hylas and the Nymphs (kurz vor 1633, Galleria Furini, Florenz)
- Faith (1638, Palazzo Pitti)
- St John the Evangelist (1630er Jahre, Musée des Beaux-Arts, Lyon)
- The Birth of Rachel (Alte Pinakothek, München)
- Judith and Holofernes (1636, Galleria Nazionale d’Arte Antica, Rom)
- Lot and his Daughters (Museo del Prado, Madrid)
- Bound Andromeda (Eremitage, St. Petersburg)
- Bound Andromeda (National Galleries, Budapest, Ungarn)[5]
- Crucifixion with angels, Saint Bartholemew, Saint John, and Mary Magdalen (San Bartolomeo, Todiano, Ortsteil von Preci)[6]
- Penitent Magdalen[7]
- Frescoes, Salone, Palazzo Pitti (documented 1639–42, Museo degli Argenti)
- The Three Graces (Eremitage, St. Petersburg)
- Saint Sebastian (Schloss Schleißheim)
- Büßende Maria Magdalena (Wien)